# Gustav Ignác Chorinský
Gustav Ignác hrabě Chorinský z Ledské (Gustav Ignaz Graf von Chorinsky) (27. ledna 1806, Vídeň – 15. října 1873, Vídeň) byl rakouský politik a státní úředník ze staré české šlechty. Během své kariéry byl dlouholetým místodržitelem v různých zemích habsburské monarchie, mimo jiné byl místodržitelem na Moravě (1860–1862) a v Dolním Rakousku (1862–1868).

## Životopis

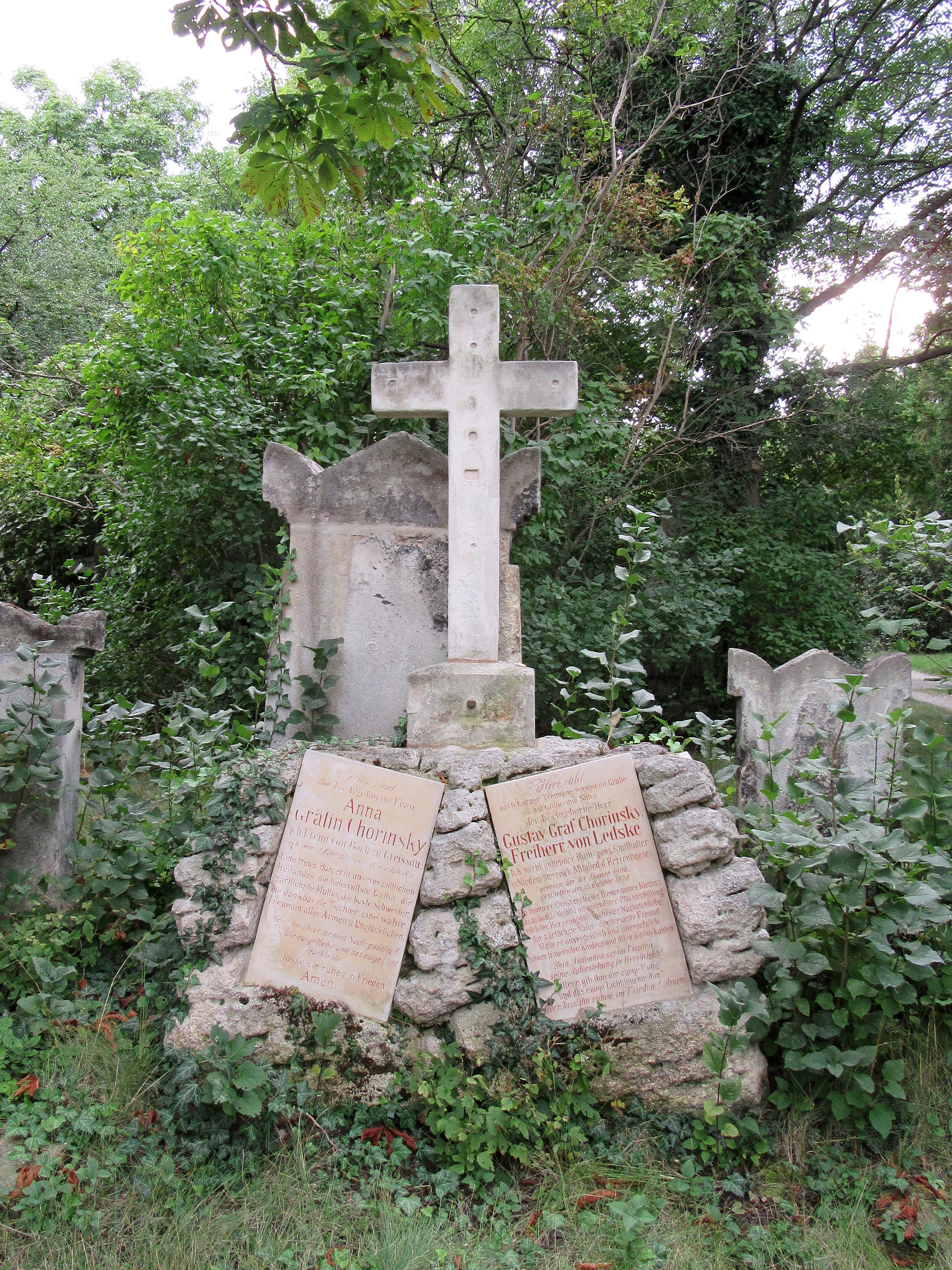
Hrob Gustava Ignáce Chorinského ve Vídni

Pocházel ze staré české šlechtické rodiny Chorinských z Ledské, narodil se ve Vídni jako mladší syn prezidenta dvorské komory Ignáce Karla Chorinského (1770–1823). Od roku 1829 působil ve státních službách, nejprve ve Vídni, v letech 1833–1836 byl krajským komisařem v St. Pöltenu, poté sekretářem zemské vlády v Linci (1836–1840) a krajským hejtmanem v Salcburku (1840–1849). Mezitím dosáhl hodnosti dvorního rady, byl též c.k. komořím a po nástupu do vyšších úřadů byl jmenován tajným radou. V letech 1849–1850 byl krátce místodržitelem v Dolním Rakousku, poté deset let prezidentem zemské vlády v Kraňsku (1850–1860). V letech 1860–1862 byl zemským místodržitelem na Moravě (do roku 1861 zároveň pro Slezsko). Nakonec se vrátil do Vídně a do odchodu na penzi byl znovu dolnorakouským místodržitelem (1862–1868).
Mimo jiné byl poslancem dolnorakouského zemského sněmu (1864–1870) a v roce 1867 byl jmenován doživotním členem panské sněmovny. Získal čestné občanství v Salcburku a Lublani, z titulu svých funkcí předsedal také řadě spolků v různých korunních zemích. Za zásluhy obdržel Leopoldův řád a Řád železné koruny, několik vyznamenání získal také od zahraničních panovníků.
Jeho manželkou byla Anna Böck von Greissau (1806–1871), měli spolu čtyři syny a dvě dcery.
Gustavovým švagrem byl ministerský předseda Franz von Pillersdorf (1786–1862).